# Tā'
Tāʾ, تاء, ist der dritte Buchstabe des arabischen Alphabets und (als Te) der vierte des persischen. Er ist aus dem phönizischen Taw hervorgegangen und dadurch mit dem lateinischen T, dem griechischen Tau und dem hebräischen Taw verwandt. Ihm ist der Zahlenwert 400 zugeordnet.

## Lautwert und Umschrift
Das Tāʾ entspricht dem deutschen T in „Stadt“, es wird nicht aspiriert (nicht gehaucht) und ist dadurch weicher als das aspirierte deutsche „T“ in „Theodor“. Es wird in der DMG-Umschrift mit „t“ wiedergegeben.
Das Tāʾ ist ein Sonnenbuchstabe, d. h., ein vorausgehendes al- (bestimmter Artikel) wird zu at- assimiliert.

## Formen
| Form    | Isoliert | Final | Medial | Initial |
| ------- | -------- | ----- | ------ | ------- |
| Ansicht | ت‬        | ـت‬    | ـتـ‬    | تـ‬      |

## Kodierung
| Unicode Codepoint | U+062A            |
| Unicode-Name      | ARABIC LETTER TEH |
| HTML              | &#1578;           |
| ISO 8859-6        | 0xca              |